# Омогой Бай
Омого́й Бай (якут. Омоҕой Баай) — легендарный родоначальник народа якутов, первым поселившийся в великой долине Туймаада (где расположен современный Якутск). Другого родоначальника — Эллэй Ботура часто связывают с татарской или хакасской (тадар) ветвью. Третий родоначальник — Улуу-Хоро — считается предком якутских хоринцев.

## Легенды
По легенде Омогой Бай был жителем земли монголов. Из-за войн, вспыхнувших во времена правления Чингиз-Хана и его сына Хан-Тойона, Омогой Бай бежал вместе с семьёй на север. Добрался до реки Лены, поселился в устье Чары, обосновался там и разбогател. На дочери Омогой Бая Сыппай по завету своего отца женился Эллэй Боотур, прибывший с юга и ставший работником Омогоя.
В разных версиях легенды место жительства Омогой Бая и Эллэй Боотура разные. Основная версия говорит, что они жили в великой долине Туймаада (где расположен современный Якутск). По другой версии они жили и умерли в Прибайкалье, а уже их потомки переселились на Лену.